# Naddnipreanske
Naddnipreanske (în ucraineană Наддніпрянське) este o așezare de tip urban din orașul regional Herson, regiunea Herson, Ucraina. În afara localității principale, nu cuprinde și alte sate.

## Demografie
Componența lingvistică a așezării de tip urban Naddnipreanske
     Ucraineană (64%)
     Rusă (35,83%)
Conform recensământului din 2001, majoritatea populației așezării de tip urban Naddnipreanske era vorbitoare de ucraineană (64%), existând în minoritate și vorbitori de rusă (35,83%).